# مقراب (روستا)
 مقراب  به عربی ( الِمقراب )، روستایی است در دهستان ناحیه از توابع استان شبوه در کشور یمن در شبه جزیره عربستان. 

## جمعیت
جمعیت آن (۷۰ ) نفر (۶ خانوار) می‌باشد.